# Village Number 1
Village Number 1, también conocida como The Village o Subdivisión de reserva de la planta de nitrato número 1, es un área no incorporada en el condado de Colbert, Alabama, Estados Unidos.

## Historia
En 1916, el presidente Woodrow Wilson firmó la Ley de Defensa Nacional, que autorizó la construcción de dos plantas de fabricación de nitratos y una presa para proporcionarles energía hidroeléctrica. El presidente Wilson eligió Muscle Shoals, Alabama como el sitio de la presa, que cuando se completó en 1924, se llamó Presa Wilson. La nueva planta produciría nitrato de amonio utilizando el proceso Haber. Pronto se descubrió que el proceso Haber no produciría la cantidad de nitrato necesaria, por lo que se construyó otra planta que empleaba el proceso de cianamida.
El arquitecto originario de Nueva York, Harold Caparn, quien ayudó a expandir el Jardín Botánico de Brooklyn, fue elegido como arquitecto en jefe de una aldea industrial que albergaría a los supervisores y trabajadores de la Planta de Nitrato No. 1. La construcción del pueblo comenzó en la segunda mitad de 1918. El pueblo fue diseñado con el patrón de una campanilla, con casas rodeando el mango, el cuerpo y el badajo, y una escuela en la base. Cuando se terminó, la aldea contenía 112 estructuras residenciales, 2 edificios escolares y un gran edificio de apartamentos que albergaba a oficiales solteros. Maud Lindsay, una escritora de libros para niños conocida a nivel nacional, fue elegida como la primera maestra de jardín de infantes en la escuela.
La Primera Guerra Mundial terminó el 11 de noviembre de 1918 y, con ella, no fue necesaria la producción de nitrato de amonio. La planta estaba cerrada y las casas recién construidas estaban desocupadas. En 1921, Henry Ford ofreció comprar las plantas y el pueblo con planes de convertirlo en un complejo industrial. Hasta 1933, solo un pequeño número de casas fueron ocupadas, todas por trabajadores de Alabama Power Company. El senador George W. Norris pensó que el sitio debería utilizarse para uso público, y en mayo de 1933, el presidente Franklin D. Roosevelt formó la Autoridad del Valle del Tennessee. El complejo industrial se utilizaría para la producción de fertilizantes y como centro de desarrollo. En 1949, las calles, los patios de recreo y la escuela fueron cedidos a la ciudad de Sheffield por la TVA y las casas fueron subastadas al público.